# Monilispira bandata
Monilispira bandata é uma espécie de gastrópode do gênero Monilispira, pertencente à família Pseudomelatomidae.